# Bryant Washburn
Bryant Washburn (nascido Franklin Bryant Washburn III, 28 de abril de 1889 – 30 de abril de 1963) foi um ator de cinema norte-americano. Ele apareceu em 375 filmes mudos entre 1911 e 1947. Faleceu de um ataque cardíaco em Hollywood, na Califórnia. Seu túmulo está localizado no Cemitério Holy Cross, em Culver City, Califórnia. Seu filho, Bryant Washburn Jr. (1915–1960), também foi um ator.

## Filmografia selecionada
- The Slim Princess (1915)
- Kidder & Ko (1918)
- Till I Come Back to You (1918)
- Put It Over (1919)
- Love Insurance (1919)
- Why Smith Left Home (1919)
- Too Much Johnson (1919)
- The Six Best Cellars (1920)
- White Shoulders (1922)
- Hungry Hearts (1922)
- The Woman Conquers (1922)
- Hollywood (1923) filme perdido
- My Husband's Wives (1924)
- Wizard of Oz (1925)
- The Parasite (1925)
- Flames (1926)
- Breakfast at Sunrise (1927)
- Crashing Hollywood (1931)

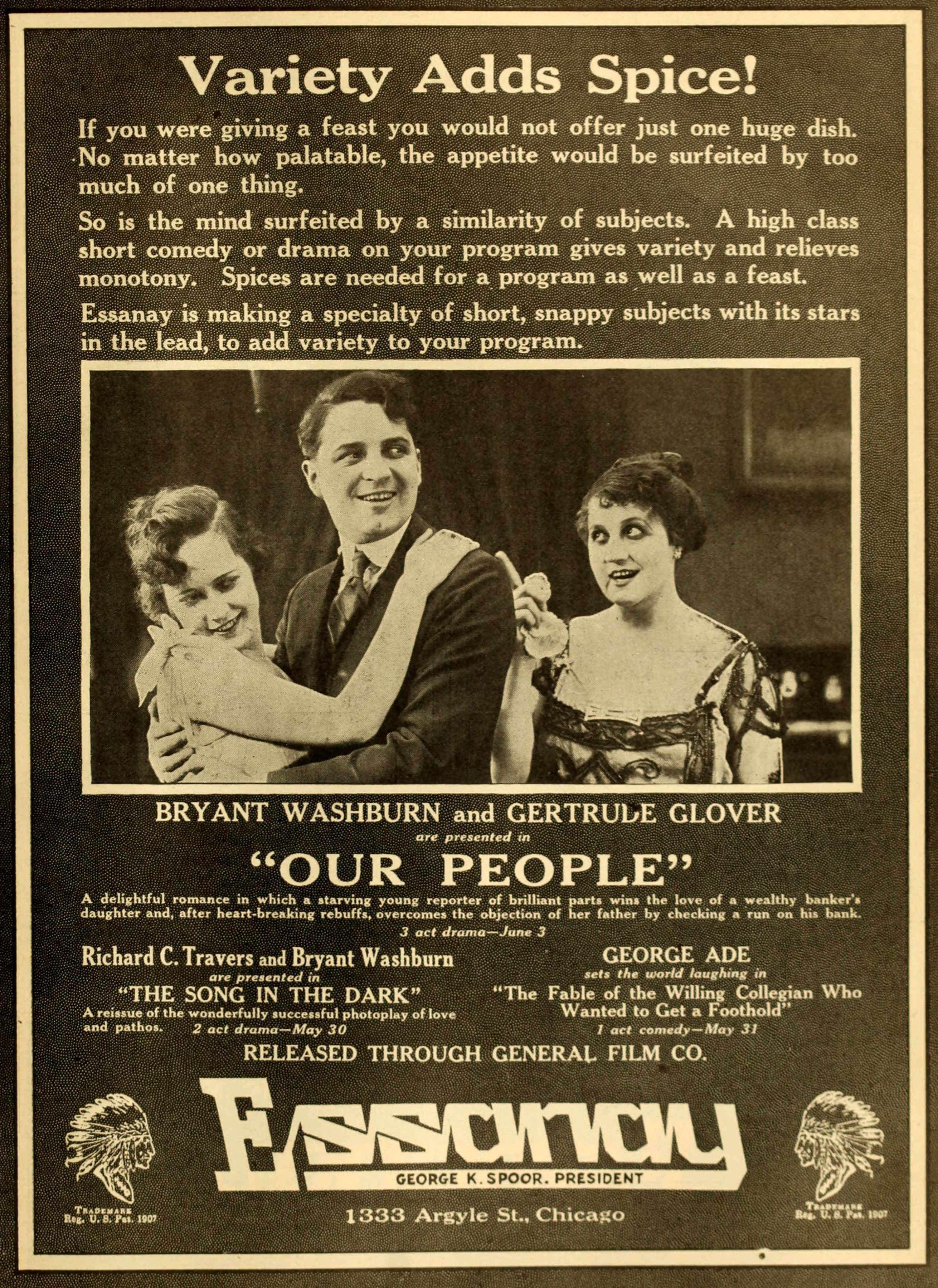
Our People (1916)

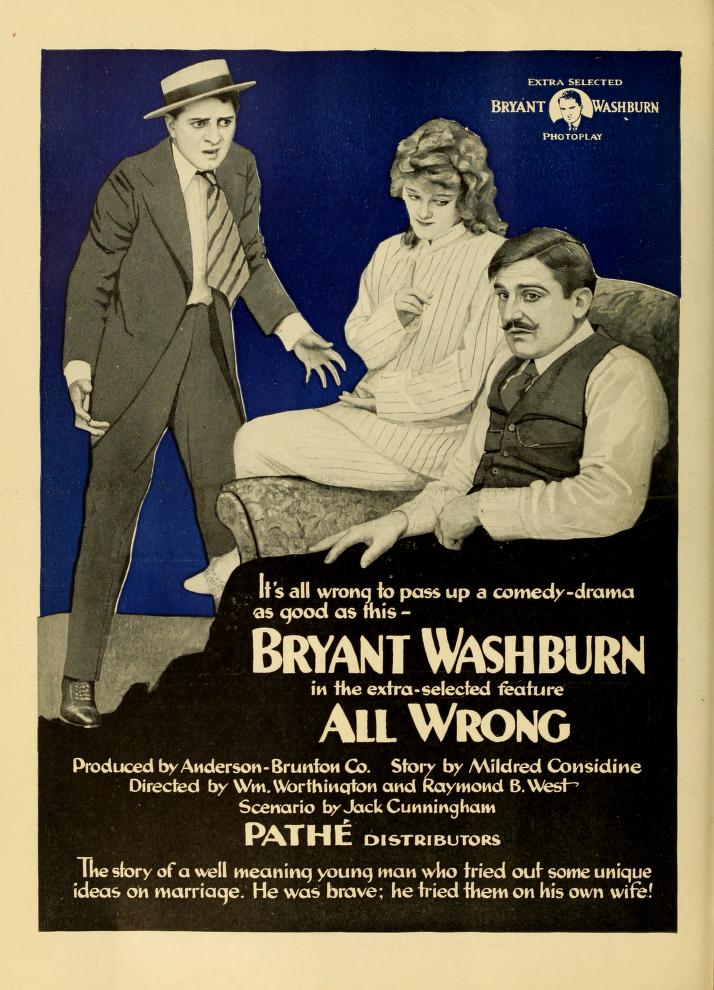
All Wrong, 1919

- Stout Hearts and Willing Hands (1931)
- The Lure of Hollywood (1931)
- Keep Laughing (1932)
- Danger Ahead (1935)
- The Millionaire Kid (1936)
- The Preview Murder Mystery (1936)
- Conflict (1936)
- Three of a Kind (1936)
- Sea Racketeers (1937)
- King of the Royal Mounted (1940)
- War Dogs (1942)
- Sin Town (1942)
- Shadows on the Sage (1942)
- The Girl from Monterrey (1943)
- West of the Pecos (1945)